# Gerrit van Bakel
Gerrit van Bakel (* 17. Oktober 1943 in Ysselsteyn, Venray; † 18. November 1984 in Deurne) war Maler, Möbeldesigner und der erste niederländische Vertreter der Kinetischen Kunst.

## Leben und Werk
Van Bakel wurde als sechstes von acht Kindern geboren. Er verbrachte die ersten acht Jahre auf einem Bauernhof im Hochmoorgebiet De Peel, im Grenzgebiet der niederländischen Provinzen Limburg und Nordbrabant. Nach dem Tod seines Vaters wuchs er bei seiner Tante und seinem Onkel in Deurne auf. 1960 begann er zu malen und machte 1963 Bekanntschaft mit Willi Martinali (1914–1983) und Johan Lennarts (1932–1991). Gerrit van Bakel besuchte von 1963 bis 1965 die Akademie voor Kunst en Vormgeving St. Joost in ’s-Hertogenbosch. Nach 2 Studentenjahren zog van Bakel 1966 nach Helenaveen, einem zu Deurne gehörenden Dorf bei De Groote Peel. Er blieb in Kontakt mit einigen seiner ehemaligen Kommilitonen und traf sich regelmäßig mit dem Architekten Arne van Herk und Jos Jansen. Gerrit van Bakel ist der Vater von Jenneke, Dorus und Michiel van Bakel (* 1966). 1984 starb Gerrit van Bakel an einem Herzinfarkt. Er wohnte und arbeitete in Deurne. Dort wurde im Neubaugebiet „De Vennen“ eine Straße nach ihm benannt.

## Möbel, Spielzeug und Wandobjekte (Sperrholz-Periode)
Die Möbel von Gerrit van Bakel sind zum Gebrauch bestimmt. Sie haben eine Funktion und sind aus Sperrholz. Zwischen 1966 und 1975 baute er Stühle, Tische, Sofas und Schaukelstühle. Für Kinder geeignete kleine Möbel, Spielzeuge und Spielhäuser entstanden. Die Wandobjekte können nach Wunsch manuell so geklappt werden, dass die gelb-rote Oberfläche oder die blaue Oberfläche zu sehen ist.

## Das Tag und Nacht Prinzip
Seine erste große Maschine (8 Meter hoch), die er in den Jahren 1975 bis 1977 baute, war die „Dag-en Nachtmachine/Tag- und Nachtmaschine“. Durch die Zu- und Abnahme des Materialvolumens als Folge des Temperaturunterschieds zwischen Tag und Nacht entstehen in der Maschine minimale Bewegungen. Diese natürliche Energie, die auch die Brandung oder der Wind freisetzt, ist ein künstlerisches Grundmotiv im Werk von Gerrit van Bakel.

## Die Maschinen (1976–1981)
In den nächsten Jahren konstruiert Gerrit van Bakel mehrere kinetische Objekte. Bei dem Objekt Kaninchen, (1978–1980) bewegen sich nur die Ohren. Die Kreis Maschinen (1979–80) Tag und Nacht Maschinen auf Rädern, ziehen in einem Zeitraum von drei Monaten einen Kreis aus Bleistift oder Kohle. Bei der London Maschine ist Nebel die Ursache für die Expansion und Kontraktion der Nylonfäden. Die Berlin Maschine bewegt sich, nur nachts, durch die Ausdehnung von Messingdraht.
Weitere kinetische Objekte sind die Eindhoven Anwesenheitsmaschine, (1980), die Papin Maschine, (1981), die Welt Trolleys, Das Sommer Rad (1982–1983) und die Vorläufige Regenbogenmaschine (1982–1984).

## Die Utah-Tarim-Verbindung (1980)
Die Utah Maschine bewegt sich pro Tag 18 mm fort. Sie wird von der Sonne angetrieben und ist ein bewegliches Rad, welches von Stützstreben aufrecht gehalten wird. Die Utah Maschine bezieht sich auf das Raketenauto Blue Flame, welches 1970 in der Großen Salzwüste in Utah eine Geschwindigkeit von über 1000 km/h erreichte.
Die Tarim Maschine, eine Art stählerne Spinne oder Tausendfüßler, bewegt sich durch lange Rohre, in denen Öl auf unterschiedliche Tag- und Nacht Temperaturen reagiert. Die minimale Bewegung ist kaum erkennbar. Für die Durchquerung des Tarimbeckens würde das Objekt einen Zeitraum von ungefähr 30 Millionen Jahren brauchen. Die Tarim Maschine bezieht sich auf das Testgelände Lop Nor in der Wüste Lop Nor, wo seit 1970 Testflüge in dreifacher Schallgeschwindigkeit stattfinden.
Van Bakel zeigte die Vorläufige Regenbogenmaschine, Eine neue Möglichkeit von Papins Freude, Die Form eines Schrecknisses und die Tarim Maschine auf der documenta 7 in Kassel.

## Einzelausstellungen (Auswahl)
- 1992: Gerrit van Bakel 1943–1984 Kröller-Müller Museum, Otterlo[8]
- 1981 und 1984: Van Abbemuseum Eindhoven
- 1981: Drents Museum, Assen
- 1976: Tag und Nachtmaschine Kunstzaal 't Meyhuis, Helmond

## Auszeichnungen
- 2007: Witteveen+Bos-prijs voor Kunst+Techniek posthum verliehen an Gerrit van Bakel[9]